# Girardinia diversifolia
Pour les articles homonymes, voir Allo (homonymie).
Espèce
Girardinia diversifolia, appelée allo ou ortie de l'Himalaya, est une espèce de plantes à fleurs de la famille des Urticaceae (comprenant les orties).

## Description
Girardinia diversifolia est une plante herbacée. C'est une espèce polymorphique, c'est-à-dire qu'il peut exister de grandes différences d’apparence entre deux individus, notamment en ce qui concerne la morphologie des feuilles ou la taille et la forme des inflorescences femelles. 

### Appareil végétatif
Cette plante herbacée a les parties aériennes annuelles, mais les racines peuvent être pérennes, bien que leur durée de vie soit généralement courte. Ces dernières peuvent émettre des rejets, permettant ainsi une reproduction végétative. Toutes les parties aériennes de la plante sont couvertes de poils, les uns fins et courts, les autres plus longs, raides et urticants (7 à 9 mm de long),,. 
Les racines produisent des touffes de tiges présentant peu ou pas de ramification,. Ces tiges ont un port dressé et sont très généralement ligneuses à la base. Ces tiges, de section anguleuse, mesurent de 25 à 200 cm, et même jusqu'à 300 cm de hauteur pour un diamètre de 1 ou 2 cm. Les pétioles de 2 à 15 cm de long (mais pouvant atteindre un maximum de 24 cm), présentent à leur base des stipules oblongues-ovales mesurant de 1 à 3 cm de long. 
Les feuilles, de forme elliptique ou ovale et de disposition alterne, présentent parfois trois lobes, mais le nombre de lobes peut varier de zéro à sept, notamment selon les sous-espèces. Chaque feuille mesure de 5 à 25 × 4 à 25 cm, et présente trois nervures longitudinales (une médiane et deux latérales, une près de chaque bordure) réunies par trois à six paires de nervures latérales,. Les nervures longitudinales portent souvent des poils urticants, alors que les nervures latérales ne portent généralement que des poils courts. La bordure présente des dents régulières, symétriques ou pointant vers l'avant. Les feuilles contiennent de minuscules cystolithes.    

### Appareil reproducteur

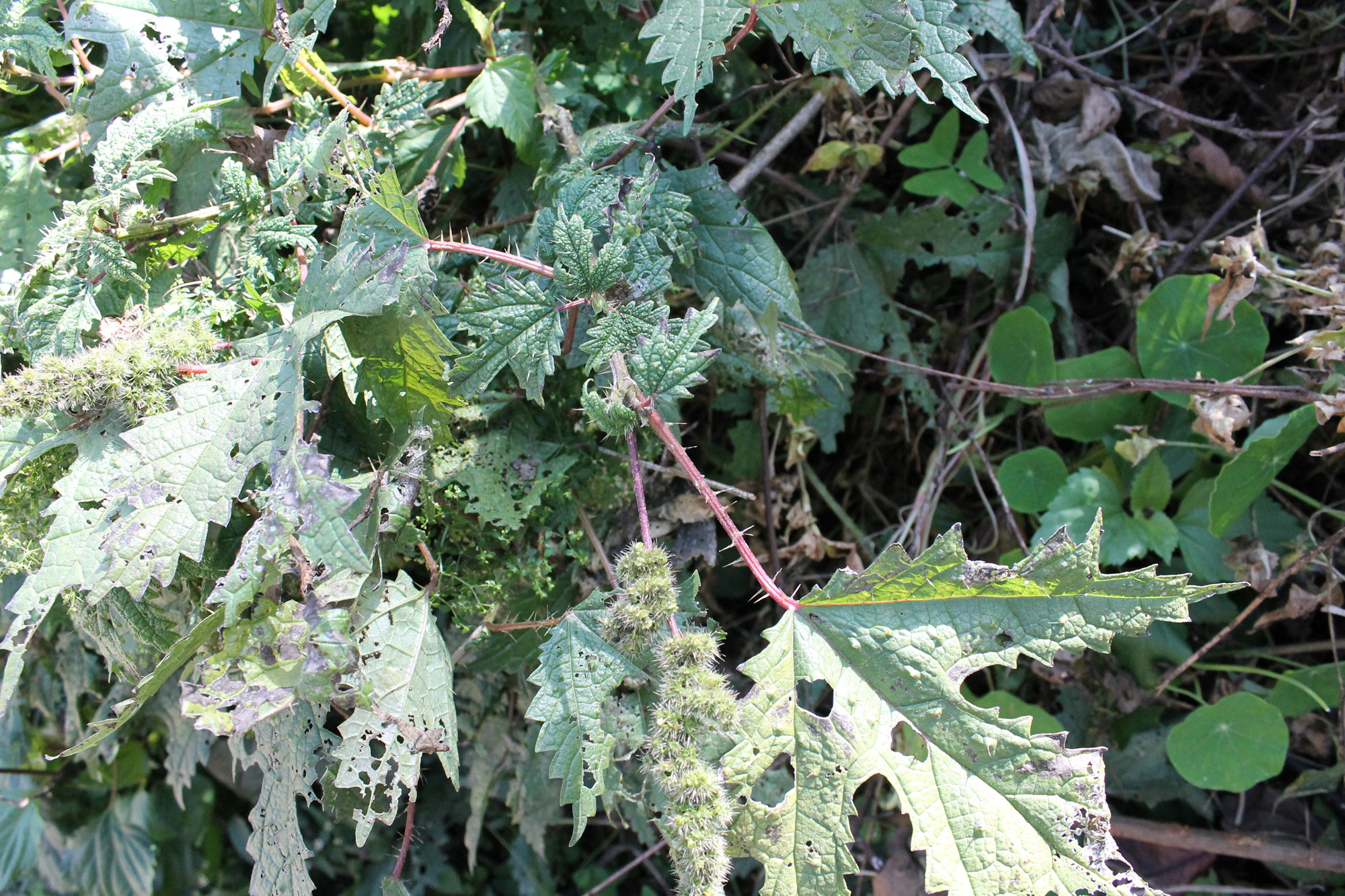
Plant portant des inflorescences (en bas au centre, et à gauche au milieu.

La floraison a lieu de septembre à octobre, la fructification d'octobre à novembre. 
Les inflorescences sont des épis, grappes ou panicules qui apparaissent au niveau des bourgeons axillaires. Cette espèce étant monoïque, chaque inflorescence ne porte que des fleurs mâles ou que des fleurs femelles. Les inflorescences femelles (qui mesurent de 1 à 28 cm de long) peuvent être portées au même niveau que les inflorescences mâles (qui mesurent de 5 à 11 cm de long), ou plus haut sur la plante.
Les fleurs mâles ont un pédicelle très court et un périanthe à quatre ou cinq lobes ovales et concaves. Elles mesurent environ un millimètre de diamètre et présentent quatre étamines.
Les fleurs femelles sont sessiles et ne mesurent de 1,5 à 2 mm de long. Leur périanthe présente des lobes inégaux qui croissent avec la maturation du fruit (0,4 mm puis 1 mm de long). Trois des tépales sont fusionnés sur la quasi-totalité de leur longueur et le quatrième est généralement absent. L'ovaire est supère et contient un ovule orthotrope. 
Les fruits sont des akènes rugueux de couleur gris-brun ou brun sombre, grossièrement ovoïdes ou en forme de cœur, de 1,5 à 3 ou 4 mm de diamètre, ; 550 graines pèsent 1 gramme. Cette espèce possède 2n=20 chromosomes.

## Répartition et habitat
On trouve cette plante en Asie, au Yémen, puis de l'Inde, Sri Lanka et Népal jusqu'en Chine, Taïwan et Indonésie, mais aussi en Afrique, du Sénégal jusqu'au Soudan du Sud et en Éthiopie vers l'est, et vers le sud jusqu'en Angola, Zimbabwe et Afrique du Sud, ainsi qu'à Madagascar,.
Elle pousse généralement dans les zones tropicales ou subtropicales, entre 300 et 2 800 mètres d’altitude, dans les zones perturbées ou près des villages, dans les zones humides et ombragées ; c'est pour cela qu'on la trouve souvent près de ruisseaux et/ou en lisière de forêt.

## Nomenclature et systématique

### Appellations scientifiques
Cette espèce a été scientifiquement décrite pour la première fois en 1822 sous le nom Urtica diversifolia par le médecin, botaniste et naturaliste allemand Heinrich Friedrich Link dans le deuxième volume de son Enumeratio Plantarum Horti Regii Berolinensis Altera. En 1981, le botaniste danois Ib Friis transfère l'espèce dans le genre Girardinia. 

### Liste des sous-espèces
Selon Catalogue of Life (23 mars 2013) et Tropicos (23 mars 2013) :
- sous-espèce Girardinia diversifolia subsp. diversifolia : les feuilles peuvent avoir trois à sept lobes ; les stipules mesurent plus d’un centimètre de long ; cette sous-espèce est présente sur toute l’aire de répartition de l'espèce.
- sous-espèce Girardinia diversifolia subsp. suborbiculata (C.J. Chen) C.J. Chen & Friis : les feuilles ne sont lobées que très rarement, et jamais plus de trois lobes ; les stipules mesurent un centimètre ou moins ; cette sous-espèce est présente en Chine et en Corée[5]
- sous-espèce Girardinia diversifolia subsp. triloba (C.J. Chen) C.J. Chen & Friis : les feuilles sont généralement à trois lobes ; les stipules mesurent plus d’un centimètre de long ; le pétiole et les nervures sont souvent violacés sur leur face inférieure ; cette sous-espèce n'est présente qu'en Chine[5].

Remarque : la sous-espèce Girardinia diversifolia subsp. ciliata (C. J. Chen) H. W. Li est considérée comme synonyme de la sous-espèce type.

## Propriétés

### Propriétés des fibres
Les fibres de Girardinia diversifolia sont longues, résistantes, lisses et d’aspect lustré. Elles sont localisées dans la partie la plus externe de la tige. Ce sont des cellules spécialisées, isolées les unes des autres par des cellules de parenchyme. Elles mesurent en général de 200 à 400 mm de long (valeurs extrêmes : 10 mm au minimum, 1 300 mm au maximum) pour 30 à 160 μm de large (valeurs extrêmes : 10 µm au minimum, 340 µm au maximum), et leur paroi cellulaire a une épaisseur moyenne d'environ 5 µm.
Ces fibres constituent de 3,5 à 13,2 % du poids des tiges sèches, mais une étude menée dans les années 1940 en Indochine a montré que ces fibres représentaient environ 60 % de l'écorce de ces tiges. 
Diverses études menées sur la résistance de ces fibres, notamment sur des plants népalais, ont montré une résistance à la traction de 180 à 550 N/mm2 et un module d’élasticité de 5,8 à 22,5 GPa. 

### Propriétés urticantes
Les propriétés urticantes de cette ortie sont en grande partie dues à la présence dans les longs poils urticants d'alcaloïdes, d’acétylcholine, d'histamine et de sérotonine (5-hydroxytryptamine). Cette espèce a les plus longs poils urticants parmi les Urticaceae ; la sensation de brûlure, vivement ressentie, peut durer de quelques minutes à quelques heures, mais elle semble moins intense que celle provoquée par les espèces du genre Laportea, par exemple.

## Utilisation

### Fibre textile
Les tiges de cette ortie contiennent de longues fibres de bonne qualité, servant à produire cordage et fil, pouvant eux-mêmes être tissés en vêtements, filets, sacs, etc,. L'ortie est récoltée en été, seules les parties aériennes sont prélevées, permettant la régénération de la plante à partir des racines. L'écorce est arrachée des tiges et séchée. Au cours de l'hiver, cette écorce est rouie quelques jours puis bouillie dans de l'eau additionnée de cendre et/ou de soude caustique. Après l'avoir laissé reposer quelques dizaines d’heures, l'écorce bouillie est lavée et martelée dans de l'eau (souvent dans un ruisseau) ; on récupère ainsi environ cinq cents grammes de fibres à partir d'un kilogramme d'écorce. L'amas de fibres obtenu est ensuite mêlé avec un dessicant naturel (farine de maïs, balle de riz ou argile riche en mica) puis séché au soleil une demi-journée, avant d’être de nouveau battu, lavé et séché au soleil. Les fibres sont alors séparées les unes des autres, puis filées ou cordées,. Les fibres sont le plus souvent blanchies avant d'être filées, généralement grâce à un mélange d'hydroxyde de calcium et de bicarbonate de sodium. On peut obtenir environ quatre cents grammes de fil à partir d’un kilogramme d'écorce.
Lors du tissage, la fibre d’allo peut être utilisée seule, ou en mélange avec des fibres de ramie (Boehmeria nivea), de coton (Gossypium sp.) ou de laine.

### Médecine traditionnelle
Les différentes parties de la plante sont utilisées traditionnellement à des fins médicinales : les feuilles contre les douleurs et la fièvre, le jus des racines contre le diabète ou la constipation, et les cendres de sa combustion contre les dermatophytoses ou l'eczéma,. Elle peut aussi être utilisée en médecine vétérinaire, notamment contre la theilériose bovine.

### Alimentation
Les jeunes pousses et les bourgeons sont localement utilisés comme fourrage pour les animaux, mais aussi consommés comme légumes par les humains,. Au Népal, les graines sont consommées après avoir été grillées puis confites au vinaigre.

### Autres usages
L'écorce de la base ligneuse de la plante peut être utilisée pour produire du papier, comme l'a notamment démontré un projet réalisé au Kenya. Au Népal, la plante est utilisée pour produire des paillasses, du combustible et une teinture bleue. Les graines peuvent être utilisées pour produire de l'huile, pouvant par exemple être utilisée dans la fabrication de savon.

## L'ortie de l'Himalaya dans la culture
Selon la légende, Milarépa, yogi tibétain des XIe et XIIe siècles, aurait vécu douze ans en ermite en ne consommant que des orties de l'Himalaya. 